# Ureaplasma urealyticum
Ureidoplasma urealyticum es una bacteria perteneciente a la familia Mycoplasmataceae. La cepa típica es T960.

## Importancia clínica
U. urealyticum es una bacteria que forma parte normal de la flora genital tanto en hombres como en mujeres. Se encuentra en cerca del 70% de las personas con vida sexual activa. Es altamente contagiosa, por lo tanto, se puede adquirir de una superficie contaminada, salivalmente (en caso de que una persona presente síntomas) o por medio de sangre. También puede causar enfermedades, entre ellas uretritis no específica (NSU), infertilidad, corioamnionitis, aborto, nacimiento prematuro y, en el período perinatal, neumonía o meningitis, así como cansancio, debilidad y dolores de cabeza. Sin embargo, dada la baja patogenicidad de U. urealyticum, su papel en algunas de estas enfermedades no está del todo claro. Se puede presentar como un patógeno oportunista en muchas personas.

## Clasificación
Se conocen ocho especies del género Ureaplasm. Tienen 27 - 30 mol, el tamaño del genoma está comprendido entre 0.76 - 1.17 Gbp, y para crecer requieren colesterol. Una característica distintiva del género es que pueden realizar la hidrólisis de urea. Actualmente se recomienda considerar a algunas cepas clasificadas originariamente como U. urealyticum como una nueva especie, U. parvum.

## Tratamiento
El antibiótico de elección es la doxiciclina o la azitromicina. La estreptomicina también es efectiva, aunque al administrarse por inyección es una alternativa menos popular. Las penicilinas no son efectivas, ya que actúan sobre la pared celular, y U. urealyiticum carece de ella. Para los casos de ureaplasma resistente a doxicilina, se recomienda la levofloxacina o la moxifloxacina durante con un tratamiento mínimo de 14 días.